# Бангертен
Бангертен (нем. Bangerten) — бывшая коммуна в Швейцарии, в кантоне Берн. С 1 января 2016 года вошла в состав коммуны Рапперсвиль.
До 2009 года входила в состав округа Фраубруннен, с 2010 года — в Зеланд. Население составляет 157 человек (на 31 декабря 2006 года). Официальный код — 0532.